# 6280 Sicardy
6280 Sicardy este un asteroid din centura principală de asteroizi.

## Descriere
6280 Sicardy este un asteroid din centura principală de asteroizi. A fost descoperit pe 2 septembrie 1980 la Stația Anderson Mesa de Edward L. G. Bowell. El prezintă o orbită caracterizată de o semiaxă mare de 2,22 ua, o excentricitate de 0,14 și o înclinație de 6,6° în raport cu ecliptica.